# Cigaritis
Cigaritis là một chi bướm ngày thuộc họ Lycaenidae.

## Các loài
- Cigaritis abnormis Moore, [1884]
- Cigaritis acamas (Klug, 1834)
- Cigaritis allardi Oberthür, 1909
- Cigaritis apelles (Oberthür, 1878)
- Cigaritis apuleia (Hulstaert, 1924)
- Cigaritis arooni (Murayama & Kimura, 1990)
- Cigaritis avriko (Karsch, 1893)
- Cigaritis baghirmii (Stempffer, 1946)
- Cigaritis bergeri (Bouyer, 2003)
- Cigaritis brunnea (Jackson, 1965)
- Cigaritis buchanani (Rothschild, 1921)
- Cigaritis cilissa Lederer, 1861
- Cigaritis collinsi (Kielland, 1980)
- Cigaritis crustaria (Holland, 1890)
- Cigaritis cynica (Riley, 1921)
- Cigaritis dufranei (Bouyer, 1991)
- Cigaritis elima Moore, 1877
- Cigaritis ella (Hewitson, [1865])
- Cigaritis elwesi Evans, [1925]
- Cigaritis epargyros (Eversmann, 1854)
- Cigaritis evansii (Tytler, 1915)
- Cigaritis gillettii (Riley, 1925)
- Cigaritis greeni (Heron, 1896)
- Cigaritis hassoni (Bouyer, 2003)
- Cigaritis homeyeri (Dewitz, 1886)
- Cigaritis ictis Hewitson, [1865]
- Cigaritis iza (Hewitson, 1865)
- Cigaritis junodi (D'Abrera, 1980)
- Cigaritis kutu (Corbet, 1940)
- Cigaritis kuyaniana Matsumura
- Cigaritis learmondi (Tytler, 1940)
- Cigaritis leechi Swinhoe, 1912
- Cigaritis lilacinus (Moore, 1884)
- Cigaritis lohita (Horsfield, [1829])
- Cigaritis lunulifera Moore
- Cigaritis lutosa Plötz, 1880
- Cigaritis maxima Staudinger, 1901
- Cigaritis maximus (Elwes, [1893])
- Cigaritis menelas (Druce, 1907)
- Cigaritis mishmisensis South, 1913
- Cigaritis modestus (Trimen, 1891)
- Cigaritis montana (Joicey & Talbot, 1924)
- Cigaritis mozambica (Bertolini, 1850)
- Cigaritis myrmecophila Dumont, 1922
- Cigaritis nairobiensis (Sharpe, 1904)
- Cigaritis namaquus (Trimen, 1874)
- Cigaritis natalensis (Westwood, 1851)
- Cigaritis nilus (Hewitson, [1865])
- Cigaritis nipalicus Moore, 1884
- Cigaritis nubilus Moore
- Cigaritis nyassae (Butler, 1884)
- Cigaritis overlaeti (Bouyer, 1998)
- Cigaritis phanes (Trimen, 1873)
- Cigaritis pinheyi (Heath, 1983)
- Cigaritis rukma (de Nicéville, [1889])
- Cigaritis rukmini de Nicéville, [1889]
- Cigaritis schistacea Moore, 1881
- Cigaritis scotti (Gabriel, 1954)
- Cigaritis seliga (Fruhstorfer, 1912)
- Cigaritis shaba (Bouyer, 1991)
- Cigaritis siphax (Lucas, 1849)
- Cigaritis somalina (Butler, 1886)
- Cigaritis syama (Horsfield, [1829]) or Cigaritis syma (Horsfield, 1829)
- Cigaritis takanonis Matsumura, 1906
- Cigaritis tanganyikae (Kielland, 1990)
- Cigaritis tavetensis (Lathy, 1906)
- Cigaritis trifurcata Moore, 1882
- Cigaritis trimeni (Neave, 1910)
- Cigaritis victoriae (Butler, 1884)
- Cigaritis vixinga Hewitson, 1875
- Cigaritis vulcanus (Fabricius, 1775)
- Cigaritis zhengweille
- Cigaritis zohra Donzel, 1847

## Hình ảnh

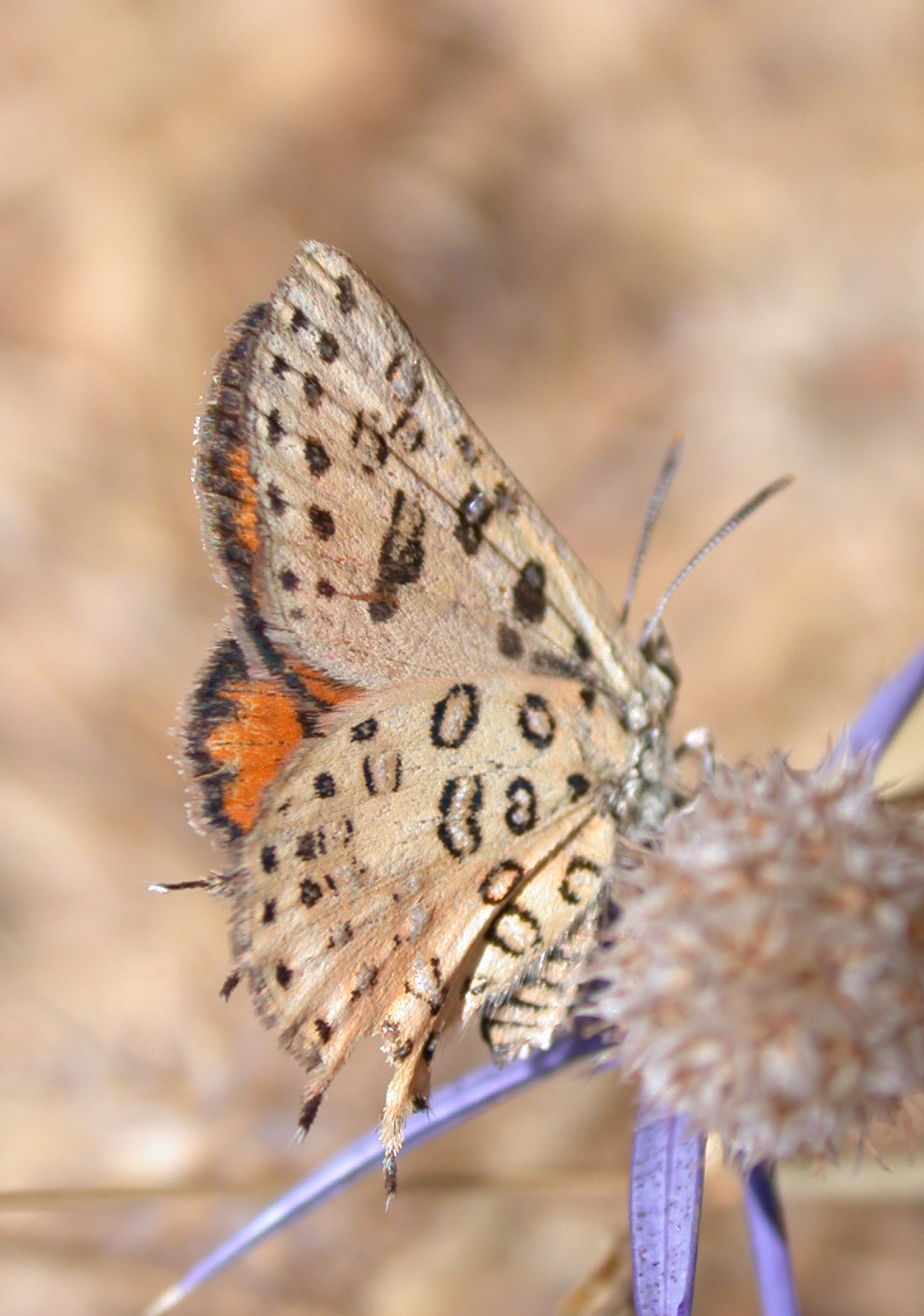
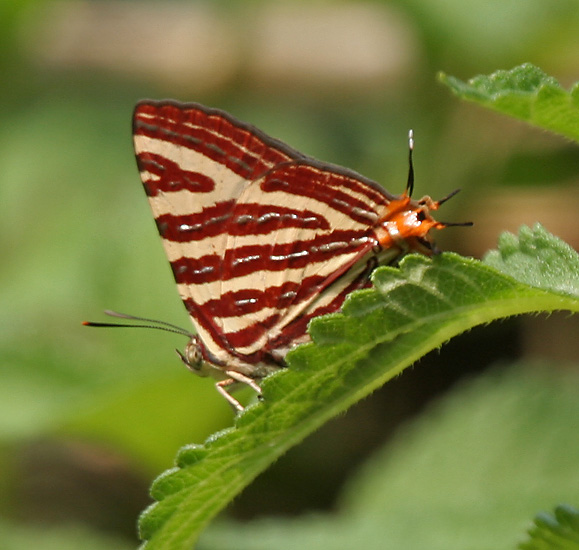
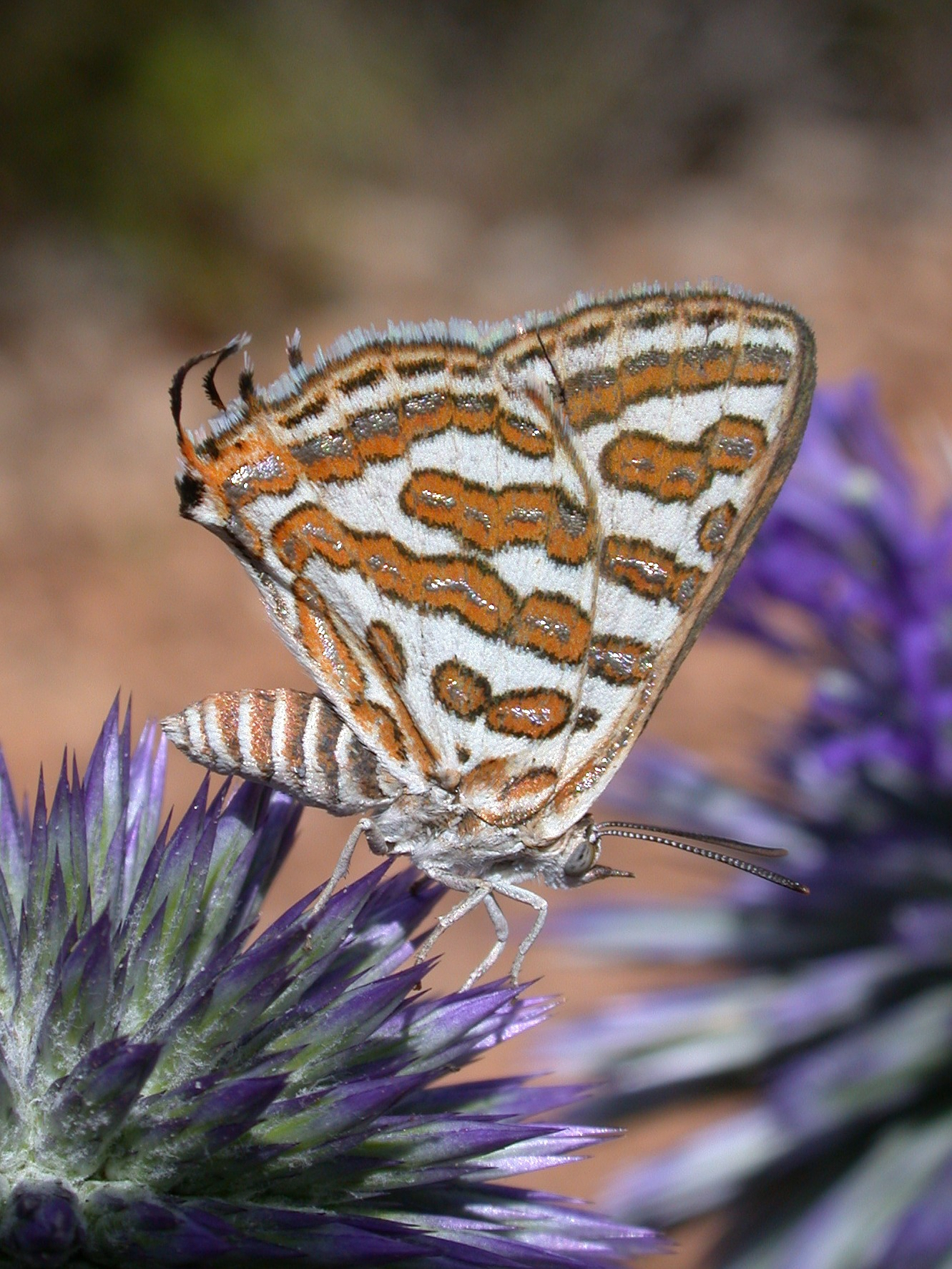
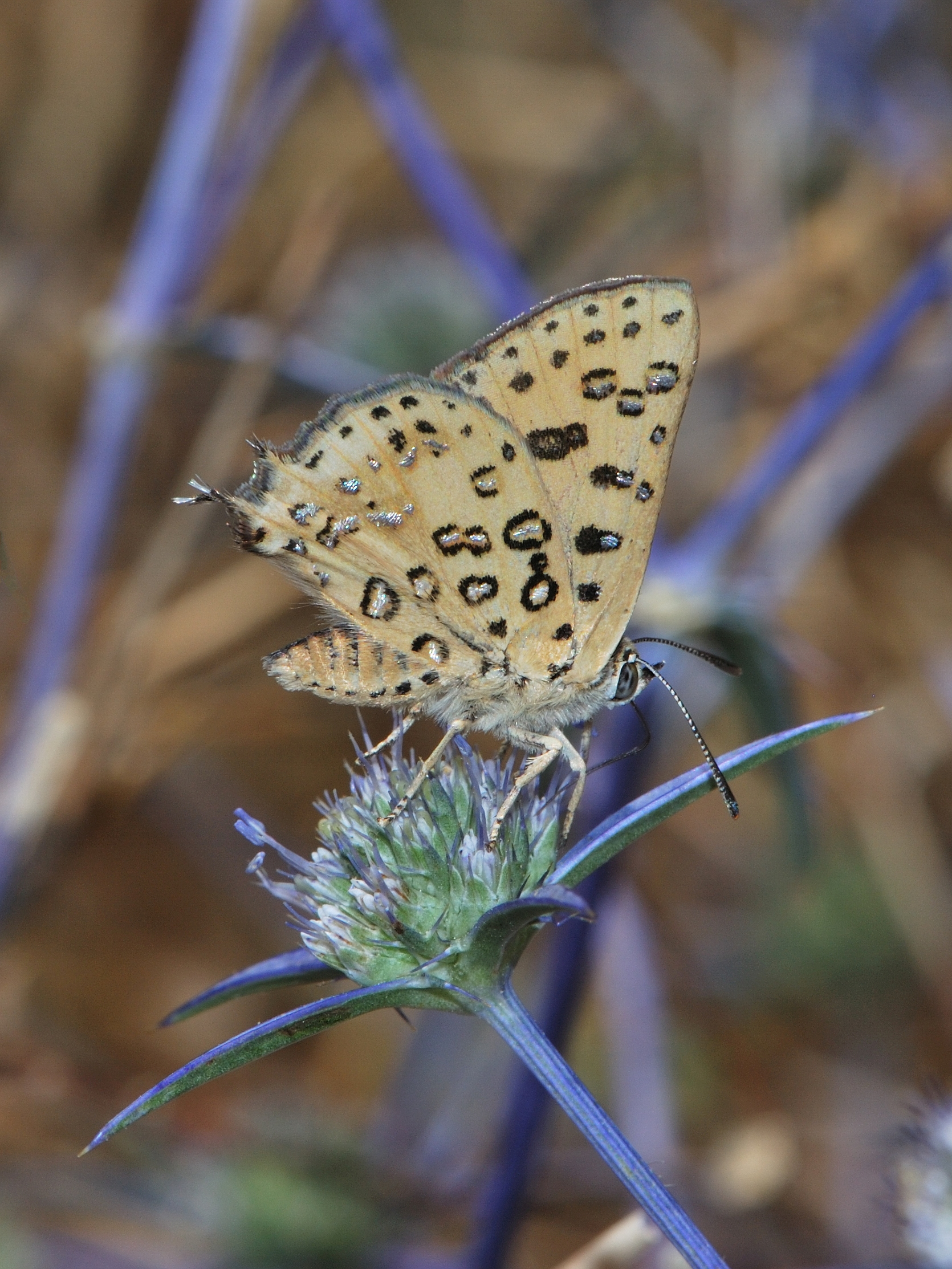
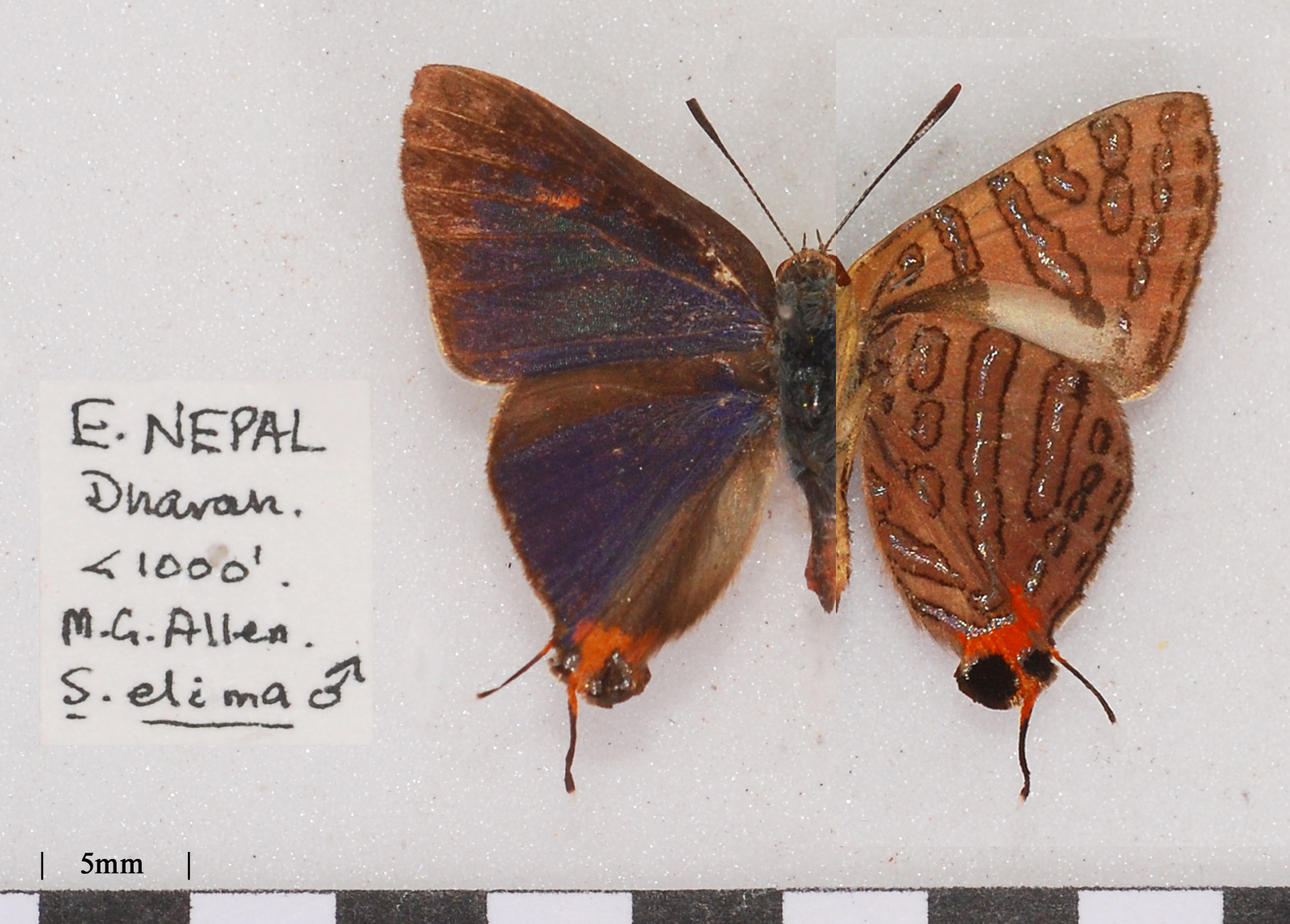